# Rostanga rubra
Rostanga rubra is een slakkensoort uit de familie van de Discodorididae. De wetenschappelijke naam van de soort is voor het eerst geldig gepubliceerd in 1818 door Risso.